# 3182 Shimanto
3182 Shimanto (1984 WC) là một tiểu hành tinh vành đai chính được phát hiện ngày 27 tháng 11 năm 1984 bởi T. Seki ở Geisei.